# 蘇奇索山
44°19′58″N 10°11′44″E / 44.33278°N 10.19556°E

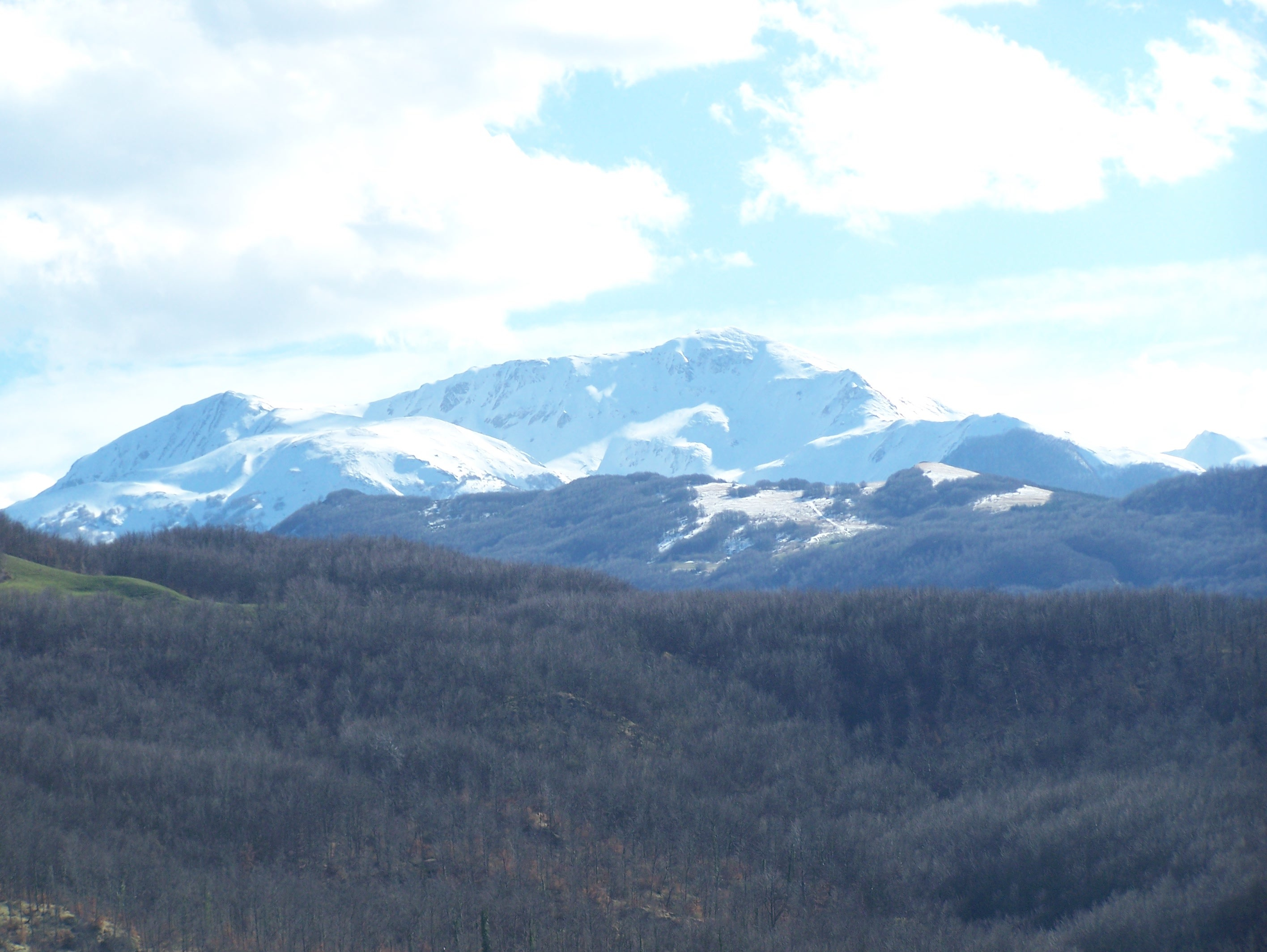

蘇奇索山是意大利的山峰，位於該國北部雷焦艾米利亞省，屬於亞平寧山脈的一部分，海拔高度2,017米，是波河支流塞基亞河和恩扎河的發源地。